# Вињерија (Ливорно)
Вињерија је насеље у Италији у округу Ливорно, региону Тоскана.
Према процени из 2011. у насељу је живело 16 становника. Насеље се налази на надморској висини од 39 м.